# Un homme et son péché (radio)
Pour les articles homonymes, voir Un homme et son péché.

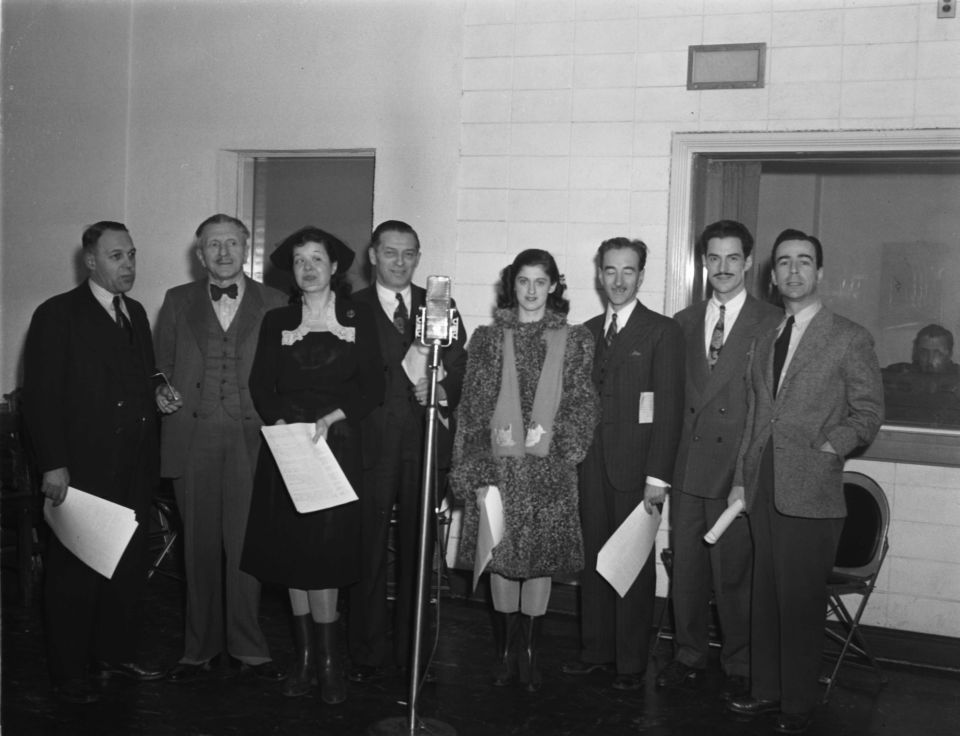
Comédiens faisant partie de la distribution du radioroman "Un homme et son péché" de Claude-Henri Grignon diffusé par les studios de C.B.C. (Radio-Canada) à Montréal. Nous voyons Louis-Philippe Mercure, Hector Charland, Estelle Maufette, Arthur Lefèbvre, Manon Lafrance (Rôle non déterminé), Lucien Thériault, René Lecavalier et François Bertrand.

Un homme et son péché est un feuilleton radiophonique réalisé par Guy Mauffette et Lucien Thériault qui connait un succès et une longévité exceptionnelle. Il est diffusé pour 16 minutes tous les soirs de la semaine sur les ondes de la radio de Radio-Canada pendant 23 ans : du 11 septembre 1939 au 29 juin 1962. Il est scénarisé par Claude-Henri Grignon. Le récit du feuilleton radiophonique reprend celui du roman du même nom de Grignon, paru en 1933.

## Synopsis
Le feuilleton présente la vie quotidienne de colons qui se sont installés dans la région des Laurentides, au nord de Montréal, à la fin des années 1880. 
L'action tourne autour des personnages de Séraphin Poudrier, maire du village et incroyable avare ; de son épouse, Donalda, douce et résignée ; et d'Alexis Labranche, l'ancien amoureux de cette dernière. De nombreux autres personnages pittoresques viennent se greffer à ce trio :notamment le notaire Lepotiron ; le docteur Cyprien ; farouche adversaire de Séraphin ; et Pit Caribou, l'ivrogne du village.

## Réalisation, scénario et commanditaires
- Réalisateur : Guy Mauffette (1939-1947) et Lucien Thériault (1948-1962)
- Scénario : Claude-Henri Grignon
- Thème musical de l'ouverture de l'émission : extrait du petit adagio de L'automne du compositeur russe Alexandre Glazounov, qui avait été choisi par Guy Mauffette en 1939.
- Commanditaires : Café London House et Pepsodent

## Distribution
- Hector Charland : Séraphin Poudrier
- Estelle Mauffette : Donalda
- Eugène Daigneault : Père Ovide
- Albert Duquesne : Alexis Labranche
- Fred Barry : Docteur Cyprien
- Henri Poitras : Jambe de bois
- Camille Ducharme : Notaire Le Potiron
- Germaine Giroux : Dalilah Dorisson (la riche héritière)
- Bella Ouellette et Aurore Alys : Angélique
- Amanda Alarie : Artémise
- Armand Leguet : Pit Caribou
- Julien Lippé : L'aubergiste Maltour
- Juliette Béliveau : Madame Caroline Maltour
- J.-R. Tremblay : Marchand Lacour
- Juliette Huot : Bertine
- Félix Leclerc : Fleurant Chevron
- Mia Riddez : Iphigénie
- Alfred Brunet : Ti-Mousse Laloge
- Colette Dorsay : Julia Laloge
- Blanche DuBuisson

- François Bertrand : Annonceur

## Anecdotes
- Le succès du feuilleton radiophonique est si grand que l'auteur (Claude-Henri Grignon) écrit en 1942 une série de sketches, Les Paysanneries, où Hector Charland joue sur scène son fameux personnage de Séraphin Poudrier. Les " voix " de la radio sont alors visibles: Estelle Mauffette, Albert Duquesne, Amanda Alarie, Juliette Huot, Fred Barry. On les joue au théâtre jusqu'en 1946. À Ottawa, après une représentation, des spectateurs veulent malmener le « maudit Séraphin. » Hector Charland a besoin de la police...

- Pour amplifier la profondeur de la voix de l’annonceur François Bertrand, le réalisateur Guy Maufette place le micro au-dessus des cordes d’un piano à queue.

- La popularité de l'émission Chapelet en famille est telle qu'en 1953 Radio-Canada est forcée de changer l'heure de diffusion de son feuilleton Un homme et son péché, initialement diffusée à la même heure que l'émission religieuse[1].

## Source
- Site web du Théâtre Hector Charland
- Luc Dupont, Guy Mauffette, Le Laboureur d'ondes. Portrait de siècle avec homme de radio. Québec, MultiMondes, 2005.